# Norrån (vattendrag i Finland)
Norrån är ett vattendrag i Finland.   Det ligger i den ekonomiska regionen  Björneborgs ekonomiska region  och landskapet Satakunta, i den sydvästra delen av landet, 240 km nordväst om huvudstaden Helsingfors.